# Spilopteron flaviapicus
Spilopteron flaviapicus är en stekelart som beskrevs av Wang och Huang 1993. Spilopteron flaviapicus ingår i släktet Spilopteron och familjen brokparasitsteklar. Inga underarter finns listade i Catalogue of Life.